# Rubus hypomalacus
Rubus hypomalacus es una especie de planta del género Rubus, perteneciente a la familia Rosaceae.

## Taxonomía
Rubus hypomalacus fue descrita por Wilhelm Olbers Focke en 1877.

## Distribución
Se encuentra en el territorio de Bélgica, Dinamarca, Francia, Alemania y Países Bajos.